# Karl Röhrle
Karl Röhrle (* 8. März 1889 in München; † 11. Januar 1965) war ein deutscher Gewerkschafter und Politiker.

## Werdegang
Röhrle besuchte die Volks-, Handels- und Berufsfortbildungsschule und machte die Lehre zum Buchdruckmaschinenmeister, die er mit der Gehilfenprüfung beendete. Nachdem er im Ersten Weltkrieg eingesetzt worden war, war er von 1918 bis 1923 als Obermaschinenmeister in verschiedenen Buchdruckereien tätig. 1923 wechselte er zur Firma Lankes & Schwärzler nach München, wo er als Instrukteur und Vertreter im In- und Ausland arbeitete. Auch im Zweiten Weltkrieg wurde er eingesetzt, danach kehrte er in die frühere Firma zurück. Ab dem 1. Oktober 1947 war er erster Vorsitzender der IG Druck und Papier in Bayern. Von Juni 1949 bis Dezember 1953 war er Mitglied des Bayerischen Senats.